# Moto Meteora
Moto Meteora is een historisch motorfietsmerk.
Moto-Meteora, Monteveglio, Bologna. 
Angelo Zanasi richtte dit merk in 1953 al op. De eerste modellen hadden een OMS-eencilinder viertaktmotor. Later kwamen er 125 cc-modellen, een 50 cc bromfiets en de 50 cc Pony scooter, die met een NSU-motor was uitgerust. In de jaren tachtig werden er bromfietsen met Franco Morini-motor geproduceerd. Halverwege de jaren tachtig werd de productie beëindigd.